# Ermita de Sant Sebastià (Ivars de Noguera)
L'Ermita de Sant Sebastià és una obra de Ivars de Noguera (Noguera) protegida com a bé cultural d'interès local.

## Descripció
L'ermita de Sant Sebastià s'ubica en un tossal enlairat sobre el marge esquerre del riu Noguera Ribagorçana, a 2,1 quilòmetres al sud del nucli d'Ivars de Noguera, a l'extrem més occidental de la Serra Llarga i amb magnífic domini visual de la vall d'aquest riu al seu pas per Alfarràs. De fet se situa dins de l'emplaçament de l'antic castell d'Ivars, al sud de les restes d'una torre de planta quadrada que en suposa l'únic vestigi visible.
L'antiga ermita aparegué documentada per primer cop l'any 1793 i, per tant, es considera que devia ser construïda sobre les ruïnes del castell i reaprofitant alguns carreus. Es trobava ja derruïda al segle XX quan i només conservava en alçat part del mur meridional, construït amb aparell irregular de carreus de pedra calcària (abundant a la zona) lligats amb morter de calç.
L'any 2008, la Diputació de Lleida i l'Ajuntament d'Ivars van endegar la reconstrucció de l'ermita sobre els antics fonaments. L'edifici actual, que reprodueix les dimensions de l'antic, és una petita construcció d'aparell irregular de carreus de pedra calcària lligats amb ciment, orientat d'est a oest amb l'únic accés a llevant (una senzilla obertura quadrangular amb una llinda vista) i teulada a doble vessant. A la zona de la capçalera s'obren tres obertures, una rere el petit altar amb una figura del sant, i les altres dues als costats. Són tres petites finestres rectangulars de les mateixes dimensions. Com a únics elements ornamentals hi ha una creu metàl·lica sobre el carener a la zona d'accés i una altra creu, de grans dimensions, situada al nord-oest del recinte immediat a l'ermita, que consta d'una barana de fusta arran del penya-segat que afronta amb el poble d'Alfarràs.

## Història
Primera menció documental l'any 1793. Reconstruïda l'any 2008. Per a la reconstrucció de l'any 2008, la Diputació de Lleida va aportar 33.000 € i l'Ajuntament d'Ivars de Noguera, 18.000. Va ser inaugurada l'1 de maig d'aquell any.